# Amanar
O  Amanar é um salto, executado pela primeira vez pela Romena Simona Amanar nos Jogos Olímpicos de 2000.[carece de fontes?] O Amanar pertence à família de salto Yurchenko, e contém duas piruetas e meia na segunda fase do salto.
O movimento é um dos saltos mais difíceis apresentados por mulheres. Desde o fim do tradicional sistema de pontuação (até 10.0) em 2005, o salto tem uma nota de dificuldade de 6.5, 0.7 pontos mais alta do que o mais comum Yurchenko com dupla pirueta.No código de pontuação da Federação Internacional de Ginástica para o ciclo olimpico 2013-2016 o Amanar foi rebaixado para nota de dificuldade 6.3.

## Mulheres que competiram o Amanar
Segue lista com nome das ginastas que competiram com sucesso um Amanar, até junho de 2012.
| - Simona Amanar - Elena Zamolodchikova - Kang Yun Mi - Monica Roşu - Cheng Fei - Hong Su Jong - Jade Barbosa - Jiang Yuyuan - Shawn Johnson - Hong Un Jong - Anna Pavlova - Jordyn Wieber | - Tatiana Nabieva - McKayla Maroney - Seira Suzuki - Lexie Priessman - Viktoria Komova - Aliya Mustafina - Maria Paseka - Mykayla Skinner - Kyla Ross - Alexandra Raisman - Simone Biles - Gabrielle Douglas |

- Rebeca Andrade
- Jade Barbosa

## Homens que competiram o Amanar
O primeiro homem a competir o Yurchenko com dupla pirueta e meia foi Kyle Shewfelt. Ele competiu o salto em 1999 e, baseado no seu desempenho nos Jogos de Sydney, o salto nomeado como dele no código de pontuação masculino.[carece de fontes?]
Desde 2005, o "Shewfelt" tem nota de dificuldade 6.6, o que é um valor comum para grandes ginastas internacionais que não são especialistas de salto. Entretanto, desde 2004, os saltos masculinos evoluíram muito,  tanto que os grandes finalistas de salto em grandes competições costumam apresentar salto com dificuldade na casa dos 7 pontos, muito mais difíceis que o Amanar.
Em 2013 a Federação Internacional de Ginástica realizou uma alteração nas notas D do salto sobre a mesa rebaixando todos os saltos da ginástica artística masculina em 1 ponto, desde então o Shewfelt passou a ter a nota de dificuldade 5.6.
Em 2009 e 2010, o campeão mundial no individual geral, Kohei Uchimura, competiu o Amanar (Shewfelt).

## Amanares Rebaixados
Na era moderna da ginástica, piruetas incompletas (teoricamente em tudo) resultam em dificuldade diminuída, mais do que em erros de execução. Assim, apresentar um Amanar com menos de suas 2.5 piruetas completas é considerado apresentar uma dupla pirueta, o que significa 0.7 pontos a menos (apenas na nota de dificuldade). Por causa da dificuldade de julgamento em relação a piruetas e dificuldades, dificuldades diminuídas costumam ser controversas.
No mundial de 2006, o Amanar da chinesa Cheng Fei não foi considerado devido a pirutea incompleta.
No mundial de 2010, o Amanar da russa, Tatiana Nabieva, também foi rebaixado a uma dupla pirueta, na final de salto (mas foi considerado na final por equipes e nas classificatórias) por pirueta incompleta. Os russos entraram com petições, mas elas não foram aceitas. Controvérsias com rebaixamento de saltos russo aconteceram outras 2 vezes e foram bastante comentadas na mídia russa.